# Худайкулов, Ибрагим
Ибрагим Худайкулов — советский хозяйственный, государственный и политический деятель.

## Биография
Родился в 1903 году в Сырдарьинской области. Член ВКП(б).
С 1920 года — на хозяйственной, общественной и политической работе. В 1920—1971 гг. — заведующий политпросветотделом, ответственный секретарь Туркестанского угоркома КСМТ, заведующий ОРГО Ташкентского обкома ЛКСМУ, политпросветотделом Кашка-Дарьинского обкома ЛКСМУ, ОРГО Шахрисябзского угоркома КПУ, ОРГО наркомата труда Узбекской ССР, 1-й секретарь Мирзачульского, Нарпайского райкомов КПУ, 3-й секретарь ЦК Компартии Узбекистана, директор Самаркандского государственного университета, управляющий Узбекским трестом новых лубяных волокон, председатель президиума «Узбпромсоюзкасс», председатель колхоза «1 Мая» Чиназского р-на Ташкентской области, директор Джалалабадского хлопкозавода, директор средней школы № 18 Карасуйского района Ташкентской области, председатель Мирзачульского райисполкома, горисполкома, директор Ташкентского деревообделывающего комбината.
Избирался депутатом Верховного Совета СССР 1-го созыва.
Умер в августе 1974 года.